# パノパエア (小惑星)
パノパエア (70 Panopaea) は、小惑星帯に位置する小惑星の一つ。1861年5月5日にドイツの天文学者、ヘルマン・ゴルトシュミット (Hermann Mayer Salomon Goldschmidt) によりパリ天文台で発見された。これは彼が発見した14個目にして最後の小惑星である。ギリシア神話に登場するニンフの一人パノパエアにちなみ命名された。
エウノミア族と同じような軌道を回っているが、C型小惑星であるため、S型小惑星によって構成されているエウノミア族の母天体から形成されたものではないと考えられる。